# Альпійські луки Гіндукушу
Альпійські луки Гіндукушу (ідентифікатор WWF: PA1005) — палеарктичний екорегіон гірських луків та чагарників, розташований в горах на північному сході Афганістану.

## Географія
Екорегіон альпійських луків Гіндукушу охоплює частину гір Гіндукушу, розташовану на північному сході Афганістану, на висоті від 3000 до 4000 м над рівнем моря. Він складається з двох високогірних ділянок, розділених регіоном склерофітних рідколісь Паропамізу, середня висота якого є меншою на 2000 м. Найнижча висота екорегіону становить 1104 м над рівнем моря, найвища — 6516 м над рівнем моря. Значна частина регіону альпійських луків Гіндукушу представлена голими скелями та стрімкими гірськими схилами. Поширені лептосольні (кам'янисті) ґрунти, хоча загалом ґрунти регіону є досить родючими. Регіон слабозаселений, більшість його мешканців зосереджені в долинах річок.

## Клімат
В межах екорегіону домінує підтип вологого континентального клімату, який характеризується теплим і сухим літом (Dsb за класифікацією кліматів Кеппена). У високогір'ях клімат більш холодний, більшість опадів там випадає взимку у вигляді снігу. На нижчих висотах середньорічна температура вища, причому середня температура липня часто перевищує 40 °C, а денна температура взимку становить близько 10 °C.

## Флора і фауна
Основними рослинними угрупованнями регіону є субальпійські та альпійські луки, флора яких пристосована до суворого місцевого клімату. Подушкоподібні чагарники ростуть на скелястих ділянках. Вони отримують певний захист від холоду і посухи, отримуючи тепло від землі, а вологу — від талого снігу. Ділянки, де ростуть подушкоподібні чагарники, перемежовуються з ділянками відкритих скель і осипів, які майже повністю позбавлені рослинності, за винятком кількох спеціально адаптованих видів, таких як двійчатка Федченко (Didymophysa fedtschenkoana). На альпійських луках переважає різнотрав'я. Серед рослин, що зустрічаються на них, слід відзначити клиноподібну сіббальдію (Sibbaldia cuneata) та круглолистий первоцвіт (Primula macrophylla). У тих районах, де випадає більш опадів, на вологих ґрунтах ростуть зарості яловця (Juniperus), а також кущі блакитної жимолості (Lonicera caerulea), астрагалу (Astragalus spp.) та найколючішого еспарцету (Onobrychis spinosissima).
В екорегіоні зареєстровано понад 200 видів хребетних тварин. Серед рідкісних видів ссавців, поширених в регіоні, слід відзначити архара (Ovis ammon), гвинторогого козла (Capra falconeri), сибірського козла (Capra sibirica), кашмірську кабаргу (Moschus cupreus), гімалайського ведмедя (Ursus thibetanus) та снігового барса (Panthera uncia). В небесах ширяють рідкісні хижі балабани (Falco cherrug) та орлани-довгохвости (Haliaeetus leucoryphus), а серед чагарників шукають їжу кремовогорлі кеклики (Alectoris chukar).

## Збереження
На альпійських луках екорегіону відбувається інтенсивне випасання худоби. Перевипаста  вирубка чагарників на дрова місцевими скотарями призвели до значної деградації природних ландшафтів регіону  та до більшого поширення видів рослин з підвищеним фізичним та хімічним захистом. Конкуренція за їжу з великою рогатою худобою, вівцями та козами витіснила місцевих травоїдних тварин, таких як гвинторогий козел, у більш важкодоступні райони. Наразі в екорегіоні відсутні природоохоронні території. Також бракує інформації щодо складу та функціонування місцевих екосистем.